# Unione Sportiva Pontedera 1950-1951
Questa voce raccoglie le informazioni riguardanti l'Unione Sportiva Pontedera nelle competizioni ufficiali della stagione 1950-1951.

## Rosa
| N. |                   | Ruolo | Calciatore      |
| -- | ----------------- | ----- | --------------- |
|    | Italia (bandiera) | D     | L. Bettini      |
|    | Italia (bandiera) | A     | O. Bianucci     |
|    | Italia (bandiera) | P     | E. Bimbi        |
|    | Italia (bandiera) | A     | Renato Calzolai |
|    | Italia (bandiera) | A     | D. Desideri     |
|    | Italia (bandiera) | C     | U. Dini         |
|    | Italia (bandiera) | P     | P.L. Eligi      |
|    | Italia (bandiera) | D     | E. Galletti     |

| N. |                   | Ruolo | Calciatore         |
| -- | ----------------- | ----- | ------------------ |
|    | Italia (bandiera) | C     | Vittorio Ghirlanda |
|    | Italia (bandiera) | A     | R. Giusti          |
|    | Italia (bandiera) | D     | Giulio Guanzani    |
|    | Italia (bandiera) | C     | L. Mannucci        |
|    | Italia (bandiera) | C     | N. Pieracci        |
|    | Italia (bandiera) | C     | G. Piombanti       |
|    | Italia (bandiera) | D     | Urio Santocchi     |